# Plage du Petit-Havre
La plage du Petit-Havre, officiellement plage de Morne Jacques est une plage située à Mare-Gaillard entre Le Gosier et Sainte-Anne, en Guadeloupe.

## Description
Plage fréquentée, elle est aménagée et comporte des points de restauration ainsi que des douches. Elle s'étend sur environ 270 m en deux espaces balnéaires ombragés. La mer y est peu agitée car le site est protégé par la barrière de corail et le renforcement en creux de l'anse du Petit Havre dans la pointe du Petit Havre. 

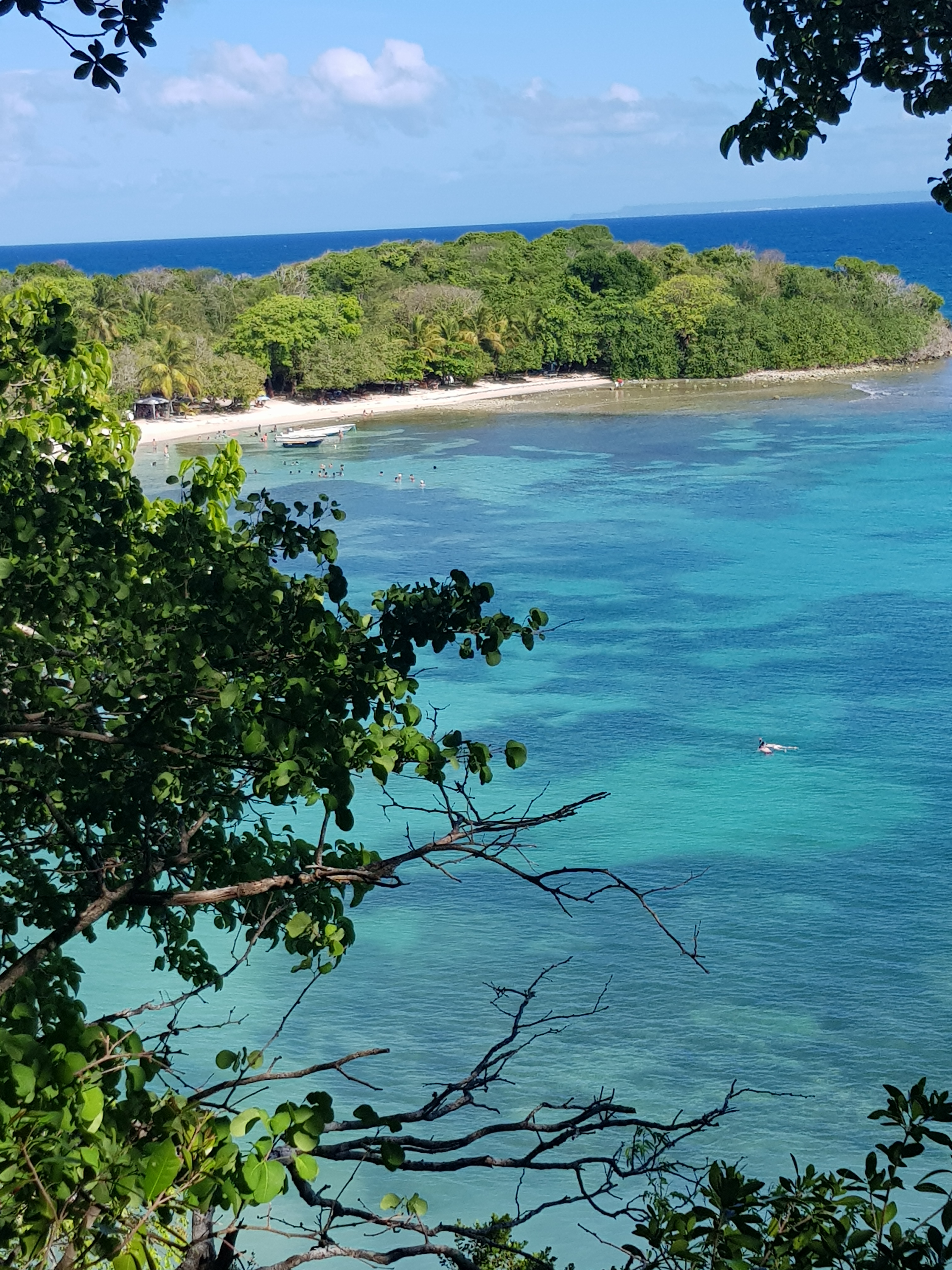
Vue de la plage de Petit-Havre par le rivage de l'anse du Petit Havre
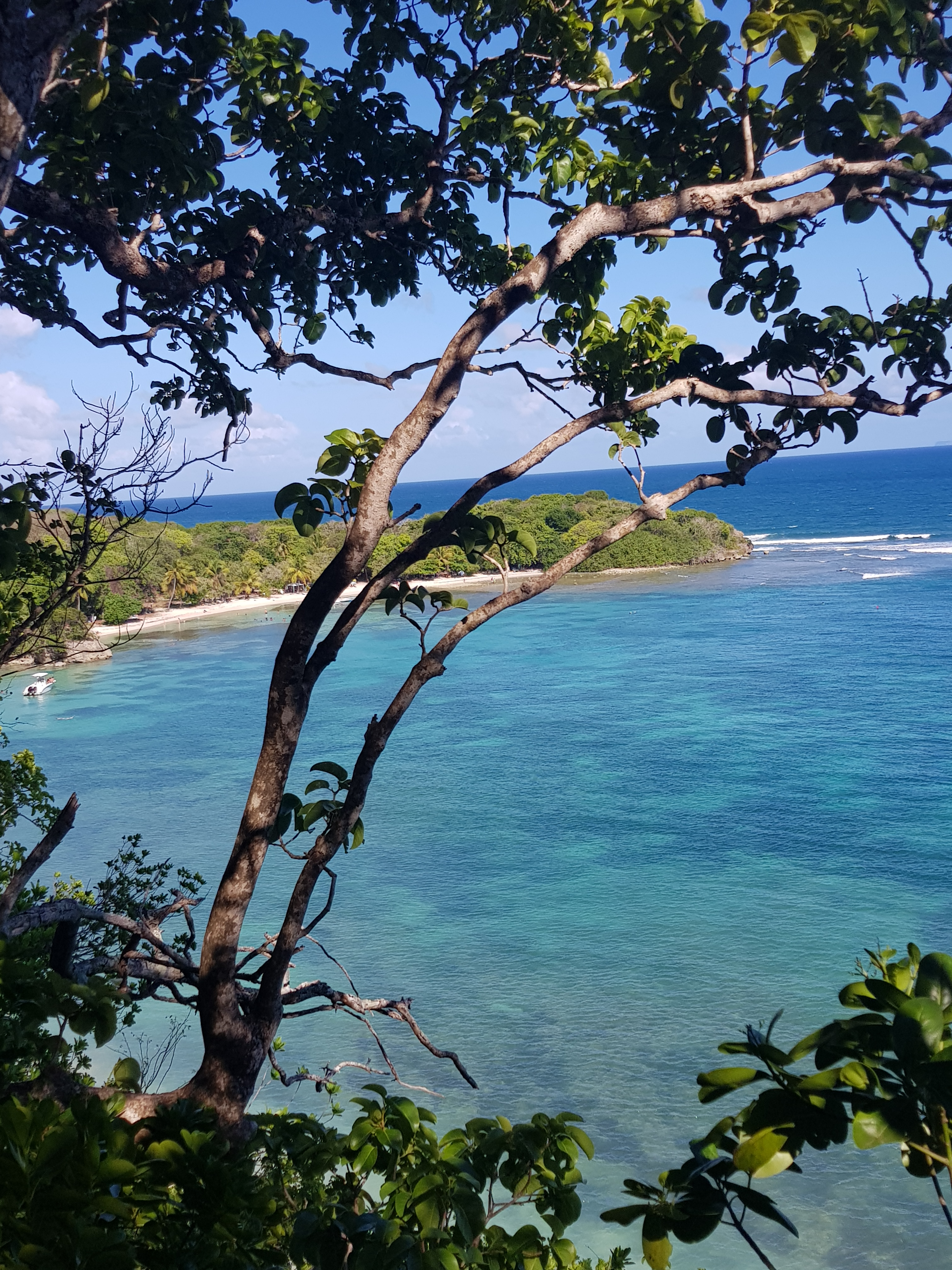
Vue de la plage de Petit-Havre par le rivage de l'anse du Petit-Havre.
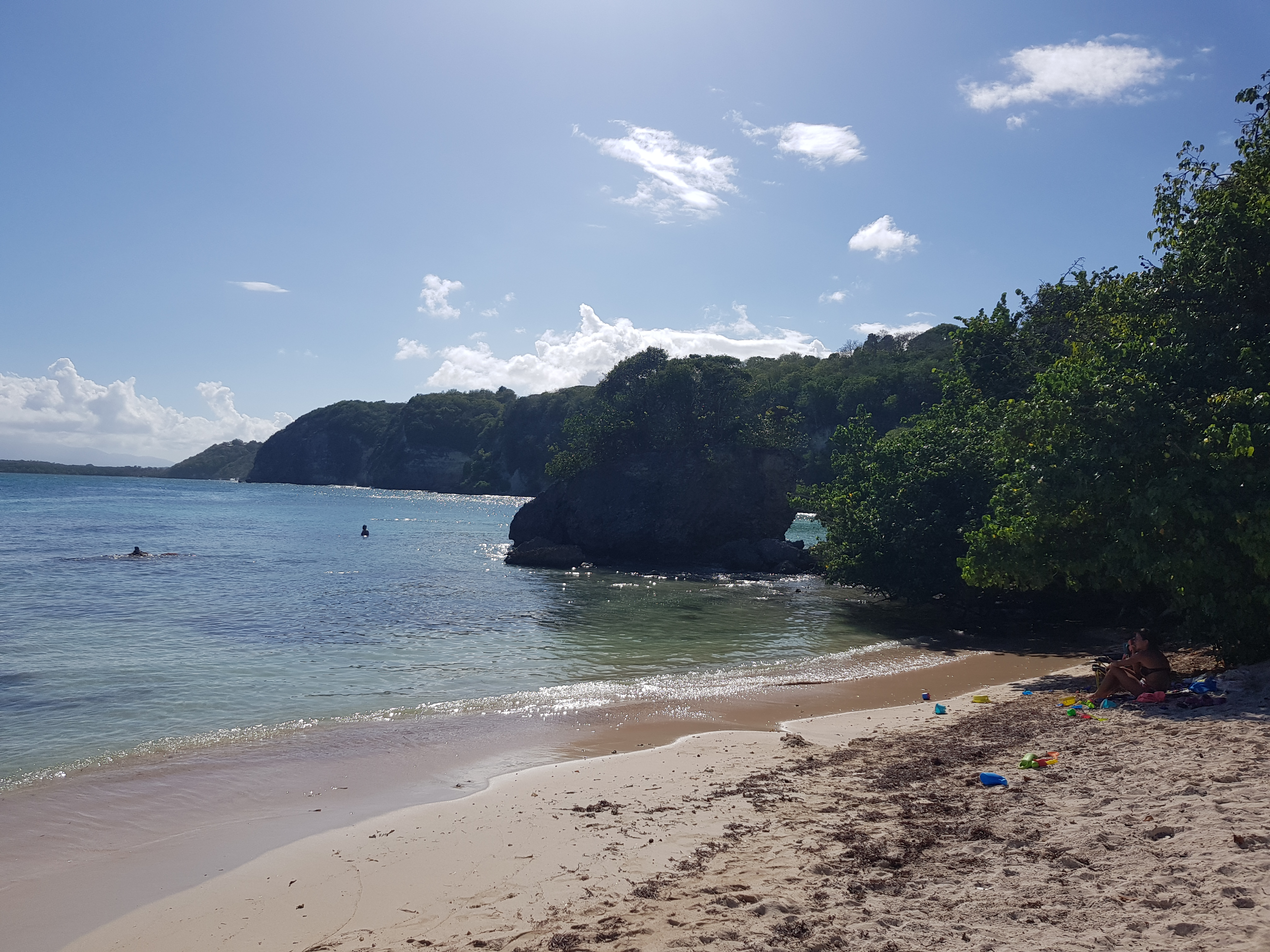
Plage du Petit-Havre, rocher de séparation avec la deuxième partie de la plage.
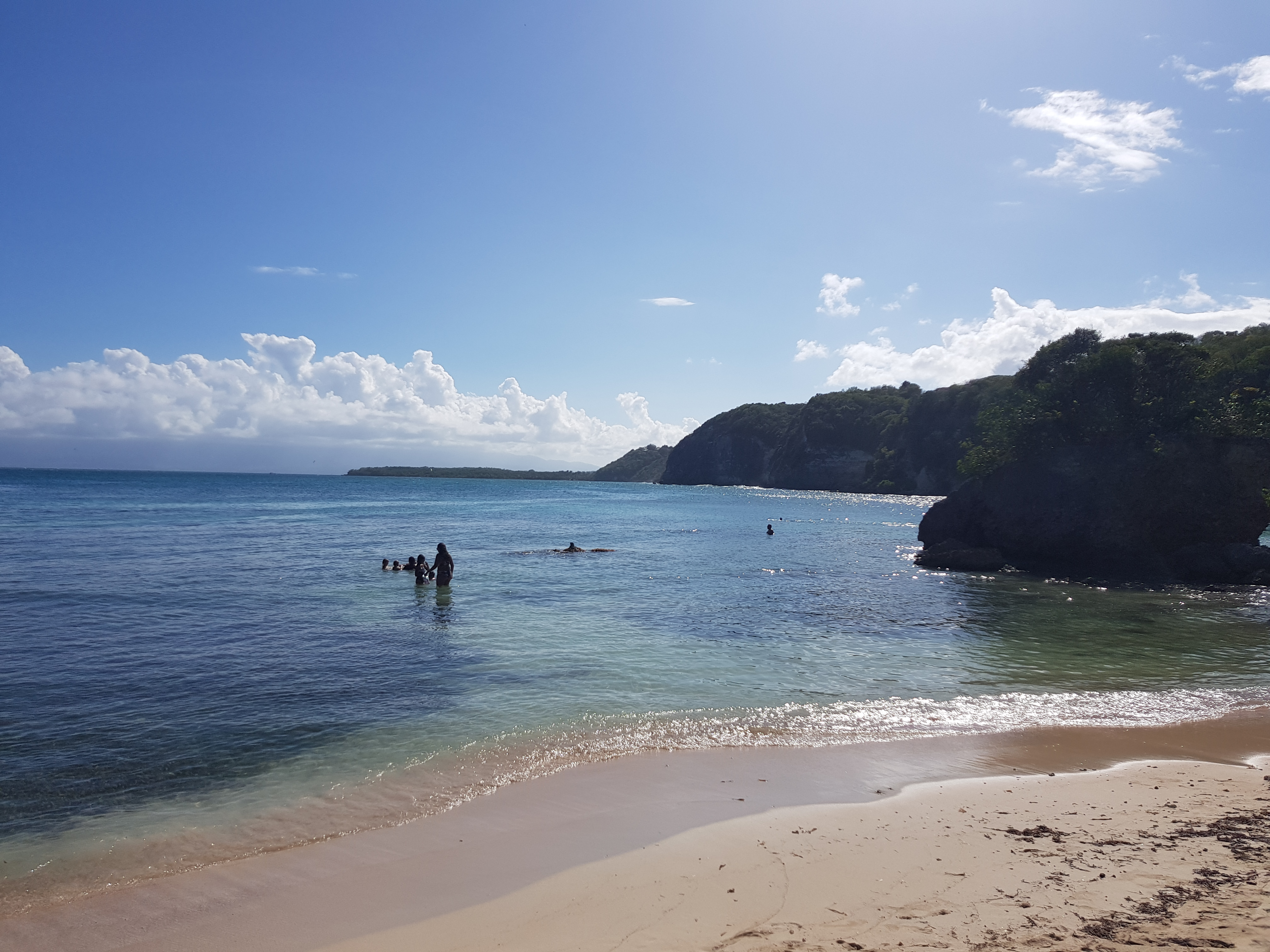
Plage du Petit-Havre, vue sur la deuxième partie.
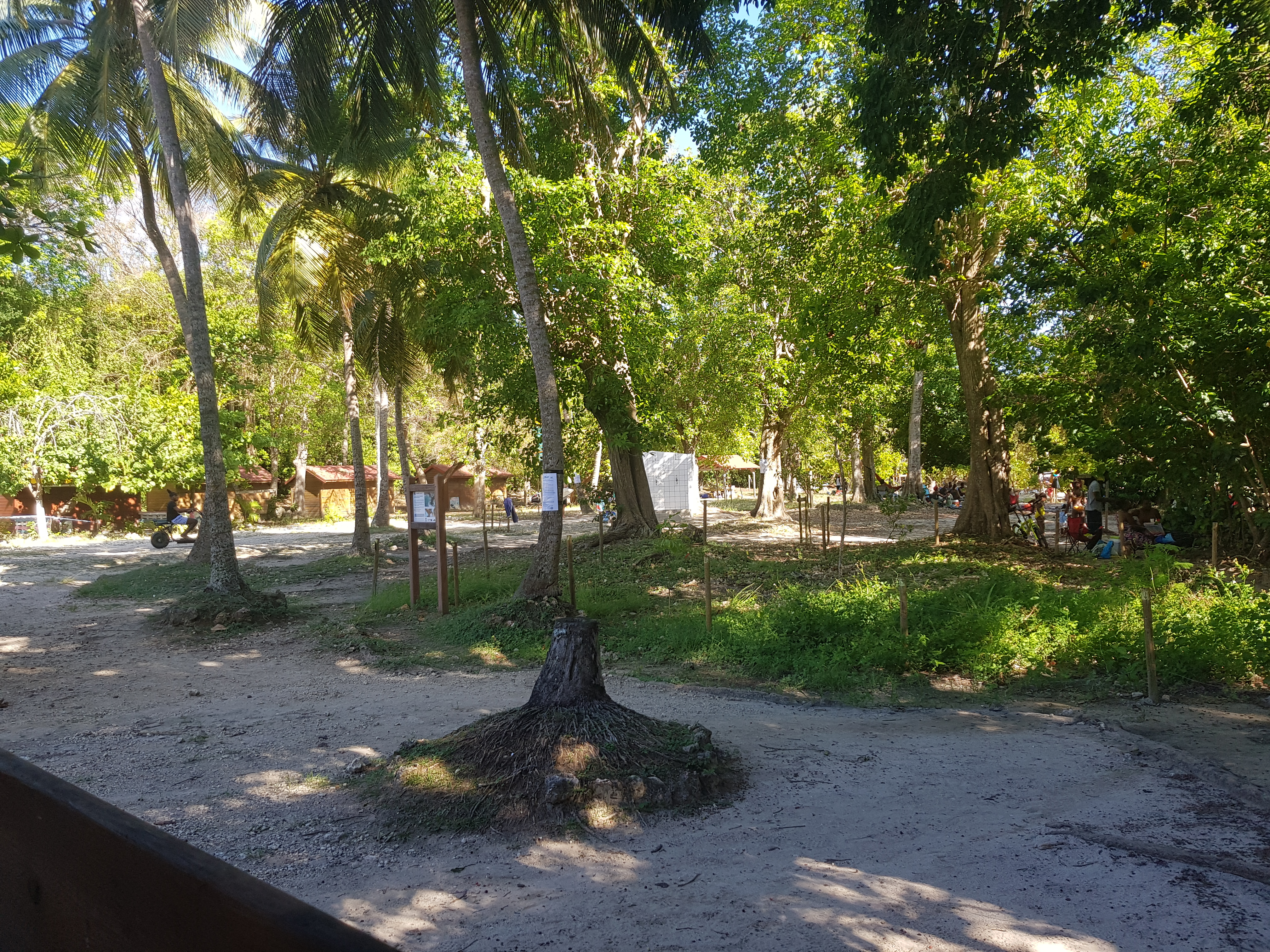
Plage du Petit-Havre (aménagements).